# La morte vestita di dollari
La morte vestita di dollari (Einer frisst den anderen) è un film del 1964, diretto da Ray Nazarro.
Ultima regia di Nazarro, il film è conosciuto anche coi titoli Cane non mangia cane e L'ora di uccidere, e venne diretto anche dai registi Gustav Gavrin e Richard E. Cunha. Nonostante si tratti di un B-Movie realizzato a bassissimo costo, fra gli interpreti, compaiono due divi americani, Jayne Mansfield e Cameron Mitchell.
La trama è ambientata in Jugoslavia ed è imperniata su una rapina di denaro destinato ad essere inviato negli Stati Uniti. I tre malviventi, preso un ostaggio, raggiungono un'isola imprecisata popolata da matti.

## Trama
Un balordo trio di criminali, composto dalla bella Darlene, dal suo compagno Smitopopoulus e dal rissoso Lylle, dopo aver svaligiato un istituto di credito, provocando morti e feriti, si rifugia in una pensione in riva al mare, pensione gestita dalla signora Benoit. Ben presto i tre chiedono a noleggio una barca alla proprietaria della pensione. L'intenzione dei tre è raggiungere un isolotto disabitato non troppo lontano dalla pensione, dopodiché, d'accordo con altri complici, lasceranno l'isola raggiungendo per mare la Turchia. In questo modo, secondo i piani, i tre metteranno al sicuro il denaro trafugato. La signora Benoit rilascia, dietro stipula di un contratto di nolo, una barca ai tre malviventi (la donna è all'oscuro che i tre siano criminali) ma chiede a Livio, suo socio ed amante, di accompagnare i tre. Spiando i discorsi del trio, Livio, apprende che i tre stanno nascondendo una ingente somma di denaro e ne parla con sua sorella, Sandra. Sandra decide di accompagnare il fratello durante il tragitto verso l'isolotto, evidentemente preoccupata per la sorte del fratello. Giunti all'isola, i cinque, apprendono che essa è abitata dalla signora Xenia, attrice anziana che vive nel ricordo della sua gioventù. Ogni giorno la vecchia donna si veste di tutto punto e compie lunghe passeggiate nell'isola. La donna rifiuta l'idea di invecchiare e fatica ad accettare la definitiva fine della sua carriera cinematografica. Con lei vive un garzone tuttofare, uomo rude, brutto e violento.
Ben presto Smitopopoulus viene assassinato: l'uomo è soffocato con un grosso filo di acciaio da una figura ignota. Dopo la morte del socio, Lylle e Darlene, scoprono che il denaro è stato rubato. Lylle, violento e fuori di sé, prende a picchiare Livio e il garzone e spaventa, col suo fare, la timorosa Sandra. In un impeto di rabbia causa la morte di Xenia la quale, offesa oltremodo dall'uomo, viene colpita da un attacco di cuore. Livio rinvenuto il denaro, all'insaputa degli altri abitanti dell'isola, si reca nella barca. Livio ha intenzione di fuggire ma, l'assassino di Smitopopoulus, causa l'incendio dello yacht e, cospargendo il poveretto di benzina, causa una morte orrenda al malcapitato. Recuperato il denaro, l'ignota figura si allontana. Pochi giorni dopo anche il garzone di Xenia viene assassinato, trafitto da un coltello al petto. Il garzone aveva infatti intravisto l'assassino al momento della morte di Livio. Nel frattempo la signora Benoit, preoccupata per la sorte di Livio e Sandra contatta Gino, suo caro amico ed agente di polizia, pregandolo di inviare soccorsi all'isola.
Il mancato ritorno di Livio e di Sandra, infatti, la preoccupa molto. Nell'isola, nel frattempo, sono rimasti solo Lylle, Darlene e Sandra. Sandra, implora Lylle di lasciarla andare e gli promette di non riferire nulla sul colpo effettuato dai tre complici. Propone all'uomo, inoltre, di fuggire con lei e di cambiare vita. Solo in quel momento, il rissoso Lylle, apprende la verità. L'assassino è Sandra: aveva eliminato Smitopopoulus al fine di sottrargli il denaro, poi, aveva eliminato persino il suo stesso fratello, Livio. Livio, infatti, voleva fuggire da solo col denaro. Lylle prende a inseguire Sandra ma, la ragazza, lo colpisce con ripetuti colpi di pistola. Anche Darlene, preoccupata soprattutto per la sorte del denaro, prende ad inseguire Sandra. A seguito dei colpi sparati da Sandra, Lylle, cade esanime nel mare, affogando. Sandra e Darlene si azzuffano come belve. Darlene riesce ad uccidere Sandra la quale, però, prima di morire, le procura una seria ferita con l'uso della pistola. Esanime, Darlene, cade a mare affogando. Mentre i corpi di Darlene, Sandra e Lylle galleggiano sulle rive del mare, il signor Gino giunge all'isola come suggeritogli dalla signora Benoit. Ad aspettarlo però ci sono solo morti.